# Кузмин, Григорий Григорьевич
Григорий Григорьевич Кузмин (1917—1988) — эстонский и советский астроном, член-корреспондент Академии наук Эстонской ССР. Заслуженный деятель науки Эстонской ССР.

## Биография
Родился в Выборге в семье студента и конторской служащей. После предоставления независимости Финляндии в 1917 году семья оказалась за границей и в 1924  году переехала в Эстонию, в Таллин.
В 1935 году окончил Таллинскую русскую гимназию и поступил на естественно-математический факультет Тартуского университета, который с отличием окончил в 1940 году. Ещё будучи студентом, Григорий успешно включился в работу астрофизического семинара под руководством Э. Эпика и уже в 1938 году опубликовал ряд статей о межзвёздном поглощении света и физических характеристиках частиц межзвёздного вещества.
В 1939—1951 годах работал в Тартуском университете. В 1942 году защитил магистерскую диссертацию «Bemerkungen zur Dynamik des kosmischen Staubes».
С 1950 года работал в Институте астрофизики и физики атмосферы АН ЭССР (до 1973 года — Институт физики и астрономии АН ЭССР), в 1960—1982 годах — заведующий сектором звёздной астрономии этого института. Читал курс лекций по астрономии и геофизике в Тартуском университете. Под его руководством было успешно защищено 7 работ на звание кандидата наук. Много лет редактировал издания Тартуского университета "Tähetorni Kalender" и "Tartu Observatooriumi Publikatsiooid". В 1971 году получил звание профессора. 
Жил в деревне Тыравере.
В 1961 году избран членом-корреспондентом Академии наук Эстонской ССР.
Основные труды в области физики и динамики межзвёздной и межпланетной пылевой среды, звёздной статистики и динамики звездных систем. Определил параметры локальной структуры Галактики и плотность материи в окрестности Солнца по движению А-звезд и К-гигантов. Применил (1943) модель плоского диска к выводу радиального распределения звёзд в галактике М31 в созвездии Андромеды. Разработал основы теории эволюции звёздных систем под влиянием иррегулярных сил. Предложил третий интеграл движения звёзд в квадратичной относительно скоростей форме и построил модель Галактики, допускающую такой интеграл.
Президент Комиссии № 33 «Структура и динамика Галактики» Международного астрономического союза (1979—1982). Автор 89 научных и научно-популярных статей.
В 1982 году вышел на пенсию, но продолжал научную деятельность в качестве старшего научного сотрудника-консультанта, с 1986 года — ведущего научного сотрудника-консультанта, сохраняя творческую силу до последней госпитализации.

## Награды и звания
- 1971 — Премия имени Ф. А. Бредихина АН СССР за серию работ по теоретической звездной динамике[2]
- 1985 — Заслуженный деятель науки Эстонской ССР[2]